# La Vega Arriba
La Vega Arriba es uno de los 26 corregimientos del municipio colombiano de Valledupar, ubicado en su zona noroccidental, en la margen derecha del río Badillo, donde converge con el arroyo La Malena, en el departamento del Cesar.

## Geografía
Limita hacia el norte con el corregimiento de Patillal; hacia el nororiente con el corregimiento de Badillo. Hacia el oriente con el corregimiento de Alto de la Vuelta; Hacia el sur con el corregimiento de Las Raíces; Al occidente con el corregimiento de Río Seco; hacia el noroccidente limita con el corregimiento de Los Haticos.

## Historia
El asentamiento de La Vega Arriba fue fundado por el villanuevero MIguel Antonio Maestre Sánchez el 13 de octubre de 1829, el caserío se conformó en su mayoría por campesinos de varios pueblos de la región que trabajaban como jornaleros de las grandes haciendas de la zona. 
El servicio de energía eléctrica llegó a la región por primera vez, el 23 de marzo de 1980, tras la gestión del gobernador del Cesar, José Guillermo Castro.
La Vega Arriba fue elevado a corregimiento bajo el Acuerdo 013 del 26 de mayo de 1994, gestión del concejal Jaime Sarmiento, durante la administración del alcalde de Valledupar, Rodolfo Campo Soto. El primer corregidor fue Noé Vicente Corzo Guerra.

## Organización político-administrativa
La máxima autoridad del corregimiento es el corregidor. La Vega Arriba es uno de los corregimientos de Valledupar que no tiene veredas como subdivisiones.